# غريفيث (إنديانا)
غريفيث (بالإنجليزية: Griffith, Indiana)‏ هي معلم جغرافي تقع في الولايات المتحدة في مقاطعة ليك (إنديانا). يقدر عدد سكانها بـ 16,893 نسمة ومساحتها 20.02 كم2 ووترتفع عن سطح البحر 192 متر.

## التركيبة السكانية
قام مكتب تعداد الولايات المتحدة بتحديد بيانات التركيبة السكانية لغريفيث في تعداد الولايات المتحدة. في ما يلي، التركيبة السكانية حسب تعدادي 2000 و2010.

### تعداد عام 2000
بلغ عدد سكان غريفيث 17,334 نسمة بحسب تعداد عام 2000، وبلغ عدد الأسر 6,728 أسرة وعدد العائلات 4,749 عائلة مقيمة في البلدة. في حين سجلت الكثافة السكانية 2,417.7 نسمة لكل ميل مربع (933.5/كم2). وبلغ عدد الوحدات السكنية 6,990 وحدة بمتوسط كثافة قدره 974.9 نسمة لكل ميل مربع (376.4/كم2).
وتوزع التركيب العرقي للبلدة بنسبة 84.01% من البيض و 0.35% من الأمريكيين الأصليين و 0.81% من الأمريكيين ذوي الأصول الآسيوية و 0.04% من سكان جزر المحيط الهادئ و 10.11% من الأمريكيين الأفارقة و 1.83% من عرقين مختلطين أو أكثر.
بلغ عدد الأسر 6,728 أسرة كانت نسبة 33.9% منها لديها أطفال تحت سن الثامنة عشر تعيش معهم، وبلغت نسبة الأزواج القاطنين مع بعضهم البعض 54.3% من أصل المجموع الكلي للأسر، ونسبة 12.0% من الأسر كان لديها معيلات من الإناث دون وجود شريك، وكانت نسبة 29.4% من غير العائلات. تألفت نسبة 25.0% من أصل جميع الأسر من أفراد ونسبة 8.0% كانوا يعيش معهم شخص وحيد يبلغ من العمر 65 عاماً فما فوق. وبلغ متوسط حجم الأسرة المعيشية 3.10، أما متوسط حجم العائلات فبلغ 2.57.
بلغ العمر الوسطي للسكان 36 عاماً. وكانت نسبة 25.5% من القاطنين تحت سن الثامنة عشر، وكانت نسبة 9.2% بين الثامنة عشر والأربعة وعشرون عاماً، ونسبة 31.7% كانت واقعةً في الفئة العمرية ما بين الخامسة والعشرون حتى والأربعة وأربعون عاماً، ونسبة 22.7% كانت ما بين الخامسة والأربعون حتى الرابعة والستون، ونسبة 10.8% كانت ضمن فئة الخامسة والستون عاماً فما فوق. يوجد لكل 100 أنثى 94.0 ذكر، ويوجد لكل 100 أنثى في الثامنة عشر من عمرها فما فوق 91.9 ذكر.
بلغ متوسط دخل الأسرة في البلدة 50,030 دولار، أما متوسط دخل العائلة فبلغ 57,090 دولار. وكان متوسط دخل الذكور 44,817 دولار مقابل 27,036 دولار للإناث. وسجل دخل الفرد الخاص بالبلدة 21,866 دولار. وكانت نسبة 2.7% من العائلات ونسبة 3.9% من السكان تحت خط الفقر، وكان من هؤلاء نسبة 3.9% تحت سن الثامنة عشر ونسبة 3.1% في الخامسة والستين من العمر وما فوق.

### تعداد عام 2010
بلغ عدد سكان غريفيث 16,893 نسمة بحسب تعداد عام 2010، وبلغ عدد الأسر 6,668 أسرة وعدد العائلات 4,559 عائلة مقيمة في البلدة. في حين سجلت الكثافة السكانية 2,185.4 نسمة لكل ميل مربع (843.8/كم2). وبلغ عدد الوحدات السكنية 7,070 وحدة بمتوسط كثافة قدره 914.6 لكل ميل مربع (353.1/كم2).
وتوزع التركيب العرقي للبلدة بنسبة 75.8% من البيض و 0.3% من الأمريكيين الأصليين و 0.8% من الأمريكيين ذوي الأصول الآسيوية و 16.9% من الأمريكيين الأفارقة و 2.4% من عرقين مختلطين أو أكثر.
بلغ عدد الأسر 6,668 أسرة كانت نسبة 34.6% منها لديها أطفال تحت سن الثامنة عشر تعيش معهم، وبلغت نسبة الأزواج القاطنين مع بعضهم البعض 44.6% من أصل المجموع الكلي للأسر، ونسبة 17.7% من الأسر كان لديها معيلات من الإناث دون وجود شريك، بينما كانت نسبة 6.1% من الأسر لديها معيلون من الذكور دون وجود شريكة وكانت نسبة 31.6% من غير العائلات. تألفت نسبة 26.3% من أصل جميع الأسر من أفراد ونسبة 7.6% كانوا يعيش معهم شخص وحيد يبلغ من العمر 65 عاماً فما فوق. وبلغ متوسط حجم الأسرة المعيشية 3.06، أما متوسط حجم العائلات فبلغ 2.53.
بلغ العمر الوسطي للسكان 36.1 عاماً. وكانت نسبة 24.3% من القاطنين تحت سن الثامنة عشر، وكانت نسبة 9.9% بين الثامنة عشر والأربعة وعشرون عاماً، ونسبة 27.2% كانت واقعةً في الفئة العمرية ما بين الخامسة والعشرون حتى والأربعة وأربعون عاماً، ونسبة 27.3% كانت ما بين الخامسة والأربعون حتى الرابعة والستون، ونسبة 11.2% كانت ضمن فئة الخامسة والستون عاماً فما فوق. وتوزع التركيب الجنسي للسكان بنسبة 47.6% ذكور و52.4% إناث.